# 바로크 워크스
바로크 워크스(Baroque Works, バロックワークス)는 일본 만화 및 애니메이션 《원피스》에 등장하는 前 칠무해 크로커다일이 이끄는 가상의 해적단이자 범죄 조직이다.

## 소개
왕하 칠무해의 한 명인 크로커다일이 만들어낸 사원 2000명의 비밀 범죄 회사이다. 주업무는 첩보, 암살, 도적질, 현상금 사냥이며, 궁극의 목적은 '이상 국가의 건국'이다. 큰 공을 세운 사원은 후에 건국될 국가에서 높은 지위를 얻을 수 있다고 한다. 철저히 비밀이 유지되고 있기 때문에, 사원들조차도 사장의 정체는 물론, 동료의 본명이나 태생조차도 알 수 없고, 서로를 코드 네임으로 부른다. 간부급의 경우, 남성 사원은 숫자에 의한 코드네임을 붙이고 있는데 그 지위는 '0'에 가까울수록 높으며 힘도 강하다. 여성 사원의 경우에는 요일이나 축일, 기념일 등으로 붙이고 있다. 주로 같은 지위의 간부들은 남녀 한 명이 짝으로 파트너가 되어 행동한다. 이상 국가의 건국이란, 알라바스타 왕국을 탈취하는 것이다. 크로커다일은 알라바스타의 어딘가에 숨겨저 있다고 하는 고대 병기 플루톤을 노리고 있어 그것을 손에 넣으려고 하고 있었다. 주도 면밀하고 냉혹한 계획으로 알라바스타 왕국은 결국 내란을 일으켜, 최종 작전인 '유토피아'를 개시했다. 그렇지만 크로커다일과 그의 간부들이 모두 밀짚모자 해적단에게 당함으로 인해 작전은 실패되었고, 조직도 붕괴당하여 해군에게 체포된다. 후에 임펠 다운에서 탈출 후 현재는 크로커다일과 Mr.1(다즈 보네즈) 단 둘만 다니고 있다. Mr.3는 버기 해적단으로 소속을 변경했다.

## 사장 및 부사장
Mr.0 ("Sir" 크로커다일)
미스 올 선데이 (니코 로빈)

## 오피셜 에이전트
Mr.1 (다즈 보네스, 더빙판 데드 보네스)
성우 : 이나다 테츠
성우 : 윤세웅(KBS, 투니버스) / 이재범 / 이인석 → 박상훈(대원방송)
크로커다일을 아주 잘 따른다. 원래 웨스트 블루에서 킬러로 활동하였다. 아르바나에서 롤로노아 조로와 결전 후 패했다. 그래서 임펠 다운 LEVEL 4에 갇혀 있다가, 크로커다일에 협력하여 몽키 D. 루피와 함께 해군본부와 전쟁에 가담, 쥬라큘 미호크의 참격을 막아낸다. 임펠 다운 LEVEL 4-초열지옥에서 죄수들이랑 통나무를 옮기는 중, 한 죄수가 초열지옥에서 탈출하려고 자신의 머리를 내려치는 동시에 들고 있던 통나무로 내려처 초열지옥 밑으로 떨어뜨려버린다. 싹둑싹둑 열매를 먹은 전신 칼 인간이다. 몸 또한 강철이다. 현상금은 5100만 베리
미스 더블핑거 (폴라)
성우 : 미즈하라 린 → 타치바나 유코
성우 : 김지혜(KBS), 김율(투니버스 극장판), 정옥주(대원방송)
더블핑거 또한 킬러다. 원래는 스파이더즈 카페의 점주(주인) 폴라다. 아르바나에서 크리마 택트를 사용한 나미에게 패한다. 가시가시 열매를 먹은 가시인간이다. 현상금은 3500만 베리.
Mr.2 봉쿠레 (벤담)
성우 : 야오 카즈키
성우 : 서윤석(KBS, 투니버스) / 심규혁(대원방송)
뉴하프여서 여성 파트너가 없다. 키가 아주 크고 어깨에는 백조 두 마리가 있고, 등 뒤 망토에 '여자에의 길'이라고 적혀 있다. 바로크 워크스에서 우솝, 쵸파, 루피에게 친구이다. 임펠 다운에서 LV3에 갇혀 있었는데, 루피가 풀어준 후 마젤란 서장의 독에 당한 루피를 구했으며, 루피 일행(루피, 이반코프 등)이 무사히 마린포드로 가는걸 도와주기 위해 스스로 임펠 다운에 남아 마젤란으로 변신했다. 현재는 임펠 다운 Level 5.5 뉴커머 랜드로 피신하여 그곳의 우두머리를 하고 있다. 뉴하프 권법을 사용하여 싸우고, 복사복사 열매를 먹어 오른손으로 다른 사람 얼굴을 만져 언제든지 똑같이 변할 수 있다. 현상금은 3200만 베리
Mr.3 (갤디노)
Miss.골든위크 (마리안느)
성우 : 나카가와 아키코
성우 : 배정미(KBS) / 김하영(대원방송)
만날 과자를 먹고 있는 여자 아이, 색깔로 인간의 감정마저 만드는 '사실화가'. 세련된 색채의 이미지는 그림물감을 통해 사람에게 최면을 건다. 76화에서 카루에게 패배. 현상금은 2900만 베리
Mr.4 (베이브)
성우 : 타카츠카 마사야
성우 : 이원준(KBS, 투니버스), 이동훈(대원방송)
4톤짜리 배트를 들고 다니고, Miss.메리크리스마스가 판 굴을 통해 개총 래스와 협동해 야구공처럼 생긴 시한폭탄을 개총 래스가 발사하면 Mr.4가 배트로 쳐내어 상대를 맞추거나 위에서 폭발하여 공격한다. 평소에는 동작이 매우 굼뜨지만 전투시에는 발군의 전투력을 보인다. 4번타자라 불린다. 쵸파와 우솝에게 패했다. 현상금은 320만 베리
개총 래스 (Mr.4의 애총)
Dr.베가펑크의 기술로 물건에 악마의 열매를 먹인 예중 하나. 개개 열매 모델 닥스훈트를 먹은 총이다. 감기 기운이 있어 기침을 할 때마다 시한폭탄을 발사한다. 시한폭탄은 철구만큼 무겁다.
미스 메리크리스마스 (드로피)
성우 : 킨게츠 마미
성우 : 김정미(KBS) / 김영은(투니버스 극장판) / 소연(대원방송)
땅굴땅굴 열매를 먹은 고약한 할머니. 매우 급한 성격으로 바보를 '바'라고 부른다. 두더지로 변해 땅굴을 마음대로 만들 수 있고, 땅 속을 헤엄치듯 돌아다닐 수 있다. 우솝과 쵸파에게 패했다. 현상금은 1400만 베리.
Mr.5 (젬)
성우 : 타카츠카 마사야
성우 : 양석정(KBS) / 김소형(대원방송)
폭폭 열매를 먹은 전신 폭탄인간, 코딱지 같은 분비물도 던지면 터진다. 그리고 몸 부위를 폭발시킬 수 있다. 자주 사용하지 않는 프린트록식 44구경 6연발 리볼버는 매우 빨라 탄환이 보이지 않을 정도이다. 미스 발렌타인과 짝을 이루며 다니고 리틀가든에서 밀짚모자 해적단의 롤로노아 조로에게 패배한다. 현상금은 1000만 베리.
미스 발렌타인

## 프론티어 에이전트
Mr.6
미스 마더스데이
둘 다 91화에서 비비가 언급했을 뿐 등장하지 않았다. Mr.6는 조로가 죽였다고 언급하는데, 바로크 워크스 가입을 권유하였으나, 조로가 보스 자리에 앉혀 달라고 하자, 조로를 공격하다가 죽은 걸로 추정. 이 때, Mr.7로 잘못 표기되었다.
Mr.7
성우 : 케이스케
성우 :  김소형(KBS, 투니버스) / 이경태(대원방송)
노란총을 갖고 있다. Ms.파더스데이의 총과 충돌해 폭발하는 성능을 가졌다. 아르바나를 멸망시키는 폭격수 임무를 맡겼다. 125화에서 미스 파더즈 데이와 함께 비비의 공격에 패배.
미스 파더스데이
성우 : 나카 토모코
성우 : 정옥주(KBS) / 정혜원(투니버스 극장판) / 조경이(대원방송)
개구리처럼 생긴 총과 옷을 입고 있고, 개굴총은 Mr.7의 총과 충돌해 폭발하는 성능을 가졌다. 125화에서 Mr.7과 함께 비비의 공격에 패배.
Mr.8 (이가람)
성우 : 소노베 케이이치
성우 : 박상일(KBS) / 심규혁 /  김혜성(대원방송)
원래는 알라바스타 호위대장. 왕녀 비비와 함께 바로크 워크스에 잠입했다. 돌돌 말린 머리에서 총이 나와 공격한다. 나팔 모양의 산탄총을 쓰기도 한다. 65화에서 조로에게 패배.
미스 먼데이
성우 : 오오모토 마키코
성우 : 김순영(KBS) / 김혜진(대원방송)
괴력을 가진 여자, 수녀라고도 한다. 롤로노아 조로에게 패하고, 마지막으로 비비를 돕다가 Mr.5와 미스 발렌타인에게 당한다. 2년뒤 Mr.9과 결혼하였다.
Mr.9
성우 : 타카토 야스히로
성우 : 윤세웅(KBS) / 이경태(대원방송)
왕관을 쓰고 있고, 강철배트로 싸운다. 롤로노아 조로에게 패하고, 마지막으로 비비를 돕다가 Mr.5에게 당한다. 2년뒤 미스 먼데이와 결혼하였다.
미스 웬즈데이 (네펠타리 비비)
Mr.10
미스 튜즈데이
둘 다 91화에서 비비가 언급했을 뿐 등장하지 않았다.
故 Mr.11
성우 : 오노 켄이치
성우 : 최정호(KBS) / 김소형(대원방송)
형편 없는 검사로 명검 카슈의 소유자였으나, 스모커에게 잡힌 채로 나오고 타시기에게 검까지 탈취당한 채 잡혔다가, Mr.11의 지위를 노리던 빌리온즈에게 죽임을 당한다.
미스 써즈데이
91화에서 비비가 언급했으나 등장하지 않았다. 아마 Mr.11이 스모커에게 잡히기 전에 Mr.11을 지키다가 스모커와 타시기에게 죽은 걸로 추정된다.
Mr.12
미스 새터데이

둘 다 91화에서 비비가 언급했을 뿐 등장하지 않았다.
Mr.13 & 미스 프라이데이(언럭키즈)
Mr.13은 조개 껍데기를 이용한 공격을 하는 해달로 처벌자이자 전달 담당. 미스 프라이데이는 날개에 달린 총으로 공격하는 독수리로, Mr.13과 마찬가지로 처벌자이자 전달 담당이다. 그러나 상디의 발차기에 모두 당한다.

## 빌리온즈
오피셜 에이전트의 부하들로 총 200명. 프론티어 에이전트의 후보사원이다.
마쿠마이
Mr.멜로우
Mr.러브

## 밀리온즈
프론티어 에이전트의 부하들로 총 1800명. 자금확보가 주된 업무다.
Mr.빈즈&미스 캐서리나
Mr.시미즈

## 기타
목도리 러너즈
바로크 워크스 긴급전달 담당. 언제나 '목'이라고 하고, 편지를 목에 걸고 전달한다.
한 명은 충실히 일을 안해서 짤렸다. 목도리도마뱀이다.
번치
오피셜 에이전트 전용 수륙 양용 거북이.
바나나악어
F-악어